# Micranthemum standleyi
Micranthemum standleyi är en tvåhjärtbladig växtart som beskrevs av Louis Otho Otto Williams. Micranthemum standleyi ingår i släktet Micranthemum och familjen Linderniaceae. Inga underarter finns listade i Catalogue of Life.